# Северо-Западный Мекленбург

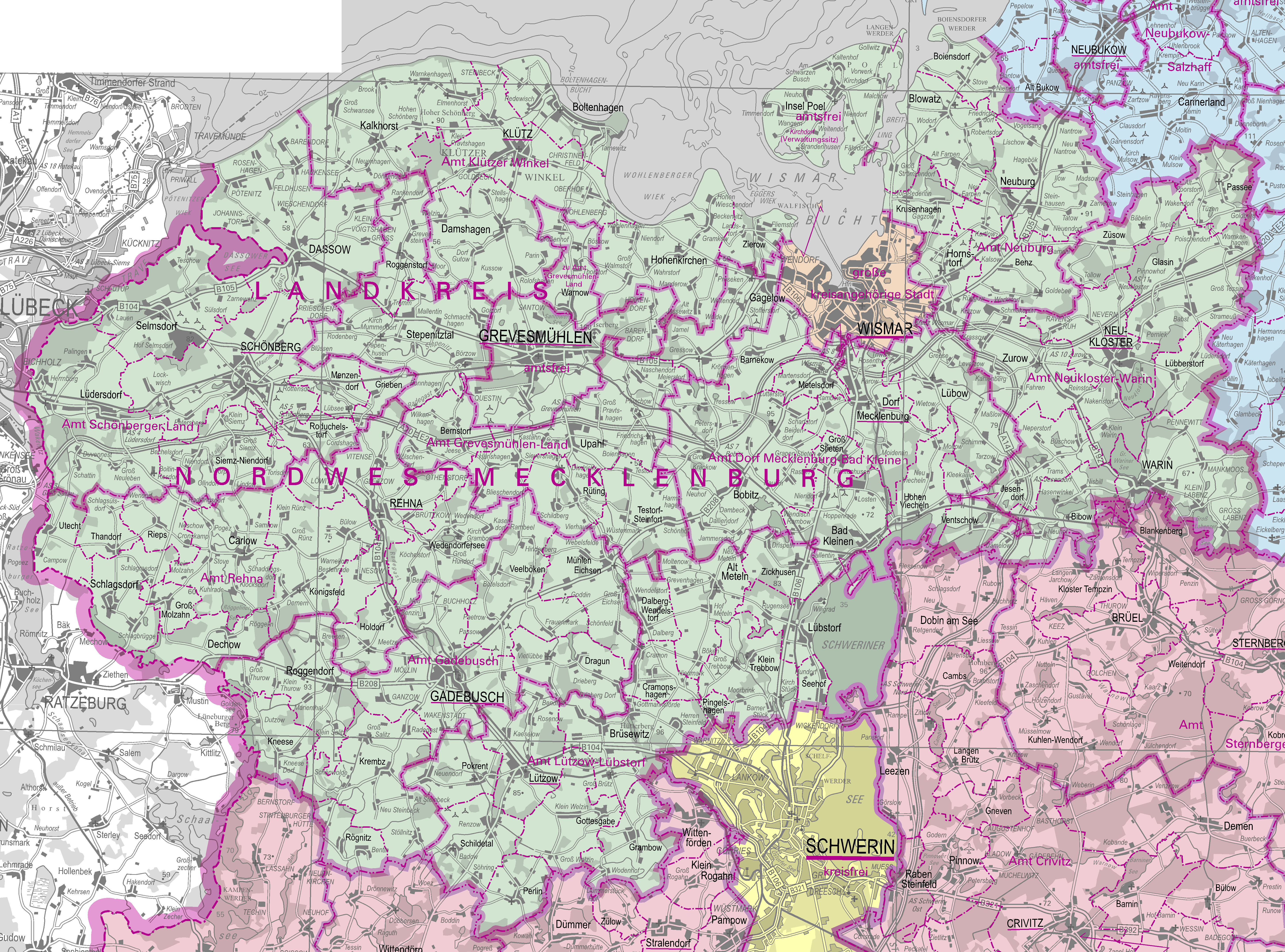
Управления и их общины в составе района Северо-Западный Мекленбург.

Северо-Западный Мекленбург (нем. Nordwestmecklenburg) — район в Германии. Центр района — город Гревесмюлен. Район входит в землю Мекленбург-Передняя Померания. 
Занимает площадь 2127 км². Численность населения по  оценке на 31 декабря 2017 года составляет 156 993 человека. Плотность населения — 73 человека/км².
Официальный код района — 13 0 58.
Район подразделяется на 94 общины.

## Административное деление
Численность населения городов и управлений, а также общин (коммун) по оценке на 31 декабря 2013 года:

### Города и общины
1. Висмар (42 219)
2. Гревесмюлен (10 594)
3. Пёль (2 488)

### Управления
Управление Дорф-Мекленбург-Бад-Клайнен (13 453)
1. Бад-Клайнен (3 582)
2. Барнеков (602)
3. Бобиц (2 477)
4. Дорф-Мекленбург (2932)
5. Грос-Штитен (528)
6. Хоэн-Фихельн (649)
7. Любов[3] (1 522)
8. Метельсдорф (477)
9. Фенчов (648)

Управление Гадебуш (10 377)
1. Драгун (773)
2. Гадебуш (5 496)
3. Кнезе (319)
4. Крембц (896)
5. Мюлен-Айксен (988)
6. Роггендорф (1 025)
7. Рёгниц (192)
8. Фельбёкен (688)

Управление Гревесмюлен-Ланд (8 121)
1. Бернсторф (339)
2. Гэгелов (2 525)
3. Плюшов (493)
4. Роггенсторф (444)
5. Рютинг (542)
6. Штепеницталь[4] (1 727)
7. Тесторф-Штайнфорт (637)
8. Упаль[5] (1 073)
9. Варнов (651)

Управление Клютцер-Винкель (10 528)
1. Больтенхаген (2 420)
2. Дамсхаген[6] (1 247)
3. Хоэнкирхен (1 270)
4. Калькхорст (1 760)
5. Клюц (3 067)
6. Циров (764)

Управление Лютцов-Любсторф (13 380)
1. Альт-Метельн (1 223)
2. Брюзевиц (2 041)
3. Крамонсхаген (480)
4. Дальберг-Вендельсторф (535)
5. Готтесгабе (765)
6. Грамбов (627)
7. Клайн-Треббов (920)
8. Любсторф (1 479)
9. Лютцов (1 476)
10. Перлин (365)
11. Пингельсхаген (511)
12. Покрент (690)
13. Шильдеталь[7] (775)
14. Зехоф (955)
15. Цикхузен (538)

Управление Нойбург (5 881)
1. Бенц (628)
2. Бловац (1 096)
3. Бойенсдорф (488)
4. Хорнсторф (1 067)
5. Крузенхаген (530)
6. Нойбург (2 072)

Управление Нойклостер-Варин (10 802)
1. Бибов (400)
2. Глазин (770)
3. Езендорф (466)
4. Любберсторф (205)
5. Нойклостер (3868)
6. Пассе (179)
7. Варин (3 316)
8. Цуров (1 312)
9. Цюзов (286)

Управление Рена (9 187)
1. Карлов (1 206)
2. Дехов (206)
3. Грос-Мольцан (346)
4. Хольдорф (388)
5. Кёнигсфельд (964)
6. Рена[8] (2 951)
7. Рипс (343)
8. Шлагсдорф (1 117)
9. Тандорф (145)
10. Утехт (349)
11. Ведендорферзе[9] (646)

Управление Шёнбергер-Ланд (18 235)
1. Дассов (4 013)
2. Грибен (164)
3. Грос-Зимц (299)
4. Локвиш (385)
5. Людерсдорф (5 184)
6. Менцендорф (250)
7. Ниндорф (315)
8. Родухельсторф (242)
9. Шёнберг (4 306)
10. Зельмсдорф (2 767)

- Папенхузен (упразднена в пользу Штепеницталь в управлении Гревесмюлен-Ланд)

Всего 155 265 человек (31.12.2013).

## История
В 2011 году в состав района Северо-Западный Мекленбург был включён бывший внерайонный город Висмар.